# Jeorjos Buglas
Jeorjos Buglas (gr. Γεώργιος Μπούγλας, ur. 17 listopada 1990 w Trikali) – grecki kolarz szosowy i torowy.
Buglas uprawia zarówno szosową, jak i torową odmianę kolarstwa – jest wielokrotnym medalistą mistrzostw Grecji w obu tych dyscyplinach, startował też zarówno w mistrzostwach świata w kolarstwie torowym, jak i szosowym.
Kolarzem był również jego brat, Apostolos Buglas.

## Osiągnięcia

### Kolarstwo szosowe
Opracowano na podstawie:

2007
- 2. miejsce w mistrzostwach Grecji juniorów (start wspólny)

2012
- 2. miejsce w mistrzostwach Grecji (start wspólny)

2013
- 2. miejsce w mistrzostwach Grecji (start wspólny)
- 1. miejsce na 5. etapie Dookoła Rumunii

2014
- 2. miejsce w Belgrad-Banja Luka II
- 1. miejsce w mistrzostwach Grecji (start wspólny)

2016
- 3. miejsce w mistrzostwach Grecji (jazda indywidualna na czas)

2018
- 1. miejsce na 1. etapie Tour of Qinghai Lake

2019
- 3. miejsce w Grand Prix Mińska
- 2. miejsce w Bursa Orhangazi Race
- 2. miejsce w mistrzostwach Grecji (jazda indywidualna na czas)
- 1. miejsce na 5. etapie Tour of Qinghai Lake

2021
- 2. miejsce w Grand Prix Mediterrennean
- 1. miejsce na 2. etapie In the footsteps of the Romans

2022
- 3. miejsce w mistrzostwach Grecji (jazda indywidualna na czas)
- 1. miejsce w mistrzostwach Grecji (start wspólny)

2023
- 2. miejsce w Tour of Bostonliq II
- 1. miejsce na 2. etapie Tour of Japan
- 1. miejsce w mistrzostwach Grecji (start wspólny)

2024
- 3. miejsce w mistrzostwach Grecji (jazda indywidualna na czas)
- 2. miejsce w mistrzostwach Grecji (start wspólny)

## Rankingi

### Kolarstwo szosowe
| Rok             | 2009 | 2010 | 2011 | 2012 | 2013 | 2014 | 2015 | 2016  | 2017  | 2018 | 2019 | 2020  | 2021 | 2022 | 2023 | 2024 |
| --------------- | ---- | ---- | ---- | ---- | ---- | ---- | ---- | ----- | ----- | ---- | ---- | ----- | ---- | ---- | ---- | ---- |
| World Ranking   |      |      |      |      |      |      |      | 1239. | 1930. | 917. | 394. | 1138. | 807. | 446. | 383. | 631. |
| UCI Europe Tour | 848. | -    | 894. | 451. | 259. | 191. | -    | 852.  | 1381. | 815. | 313. | 881.  | 623. | 354. | -    | -    |
| UCI Asia Tour   | -    | -    | -    | -    | -    | 312. | -    | -     | 479.  | 248. |      |       |      |      |      |      |
|                 |      |      |      |      |      |      |      |       |       |      |      |       |      |      |      |      |
| Źródło: UCI     |      |      |      |      |      |      |      |       |       |      |      |       |      |      |      |      |